# COLTEMONIKHA
COLTEMONIKHA(일본어: こるてもにか 코르테모니카[*])는 일본의 음악 그룹으로, 전자 음악 그룹인 capsule의 멤버인 나카타 야스타카가 설립한 음악 레이블 contemode에서 음반을 발매하고 있다.

## 멤버
- 나카타 야스타카 작곡, 편곡, 프로듀서
- 사카이 게이토 작사, 보컬

## 작품
- COLTEMONIKHA (2006년 5월 17일)

1. fantastic fantasy
2. そらとぶひかり
京セラ W42K au CM송
이 곡의 특징은 가사가 영어와 일본어 2개 있다는 것. 소라미미[1]를 이용해 일본어로 부르는 것처럼 들리지만 잘 들어보면 전부 영어로 되어 있다.
Konami社의 유비트라는 리듬게임에 수록되기도 하였다.
3. communication
4. CLM
5. パーティーキャロネイド
6. Yum yum yummy
7. アリクイワルツ

- COLTEMONIKHA2 (2007년 9월 26일)

1. preparation
2. ドミノ
3. darkness rabbit
4. カニモテルコ[2]
5. SLEEPING girl
6. Scene Killer
7. NAMAIKI
  - ロールモデルは中田ヤスタカ主催イベント 《FLASH!!!》 (매월 제1 금요일, 시부타니NEO)의 DJ　MITTY
8. NAMAIKI (extended mix)[3]

- COLTEMONIKHA BEST (2011년 11월 14일)

Music
1. 嘘つきジングルベル[4]
2. Fantastic Fantasy
3. そらとぶひかり
4. Communication
5. CLM
6. Party Carronade
7. Yum Yum Yummy
8. アリクイワルツ
9. Preparation
10. ドミノ
11. Darkness Rabbit
12. カニモテルコ
13. Sleeping Girl
14. Scene Killer
15. NAMAIKI
16. Girly Star

DVD
1. そらとぶひかり(Music Video)
2. 嘘つきジングルベル(Music Video)

## 같이 보기
- contemode
- capsule